# R. c. Grant
R c. Grant est un arrêt de principe de la Cour suprême du Canada rendu en 2009 sur les articles 9, 10 et 24(2) de la Charte canadienne des droits et libertés (la « Charte »). 
La Cour a créé un certain nombre de facteurs à considérer pour déterminer si une personne est détenue aux fins des articles 9 et 10 de la Charte. La Cour a également créé un nouveau critère pour déterminer si la preuve obtenue par une violation de la Charte devrait être exclue en vertu de l'article 24(2) de la Charte, qui remplace le critère de l'arrêt Collins.

## Les faits
Trois policiers de Toronto patrouillaient dans une zone scolaire connue pour son taux de criminalité élevé dans le but de surveiller la zone et de maintenir un environnement scolaire sécuritaire. La police a observé Donnohue Grant dans la région, qui agissait de manière suspecte.
Un policier en uniforme est allé parler à M. Grant et lui a demandé ce qui se passait et lui a demandé son nom et son adresse. M. Grant a remis sa pièce d'identité et a continué à agir de façon nerveuse. Il ajuste sa veste, ce qui a incité l'agent à demander à M. Grant de garder ses mains devant lui. Inquiets pour la sécurité du premier policier, deux autres agents de la paix sont arrivés, se sont identifiés et ont entravé la capacité de M. Grant de continuer à avancer.
Des paroles ont été échangées avec M. Grant, par lesquelles il a informé la police qu'il avait de la marijuana et une arme à feu sur lui. M. Grant a été arrêté, et la marijuana et un revolver chargé ont été saisis. M. Grant n'a jamais été informé de son droit de parler à un avocat avant d'être arrêté.

## Procès
Le juge du procès a conclu que M. Grant n'avait pas été détenu avant son arrestation et que les articles 9 et 10 de la Charte n'avaient pas été enfreints. L'arme à feu a été admise en preuve et M. Grant a été reconnu coupable d'un certain nombre d'infractions liées aux armes à feu, y compris le transfert d'une arme à feu sans autorisation légale (art. 100(1) du Code criminel).

## Jugement d'appel
En appel, la Cour d'appel de l'Ontario a conclu qu'il y a eu détention lorsque M. Grant avait commencé à faire des déclarations incriminantes et qu'il n'y avait aucun motif raisonnable de détenir M. Grant, l'article 9 de la Charte a été violé. 
En appliquant le critère de l'arrêt Collins, le critère de l'arrêt Stillman connexe et d'autres jurisprudences subséquentes, la Cour d'appel a conclu que l'admission de l'arme à feu ne compromettrait pas indûment l'équité du procès. Par conséquent, la Cour n'aurait pas exclu l'arme à feu et les condamnations n'ont pas été annulées. La Cour d'appel a également observé que le simple déplacement d'une arme à feu d'un endroit à un autre répondait à la définition de « cession ». 

## Jugement de la Cour suprême
La Cour suprême accueille le pourvoi  de Grant quant au chef de trafic d'armes, mais elle rejette le pourvoi quant à tous les autres chefs. 

## Motifs du jugement
Le jugement majoritaire a été rendu par la juge en chef Beverley McLachlin et la juge Louise  Charron.

### Articles 9 et 10 de la Charte
Concernant la définition de la détention, la majorité a conclu que : 

« 1.   La détention visée aux art. 9 et 10 de la Charte s’entend de la suspension du droit à la liberté d’une personne par suite d’une contrainte physique ou psychologique considérable. Il y a détention psychologique quand l’individu est légalement tenu d’obtempérer à une demande contraignante ou à une sommation, ou quand une personne raisonnable conclurait, compte tenu de la conduite de l’État, qu’elle n’a d’autre choix que d’obtempér »

Quand il n'y a pas de contrainte physique ou d'obligation légale, la Cour énonce les facteurs pouvant mener une personne raisonnable à conclure qu'il y a une détention. 

« .
2.   En l’absence de contrainte physique ou d’obligation légale, il peut être difficile de savoir si une personne a été mise en détention ou non.  Pour déterminer si une personne raisonnable placée dans la même situation conclurait qu’elle a été privée par l’État de sa liberté de choix, le tribunal peut tenir compte, notamment, des facteurs suivants :
a)     Les circonstances à l’origine du contact avec les policiers telles que la personne en cause a dû raisonnablement les percevoir : les policiers fournissaient‑ils une aide générale, assuraient‑ils simplement le maintien de l’ordre, menaient‑ils une enquête générale sur un incident particulier, ou visaient‑ils précisément la personne en cause dans le cadre d’une enquête ciblée?
b)     La nature de la conduite des policiers, notamment les mots employés, le recours au contact physique, le lieu de l’interaction, la présence d’autres personnes et la durée de l’interaction.
c)     Les caractéristiques ou la situation particulières de la personne, selon leur pertinence, notamment son âge, sa stature, son appartenance à une minorité ou son degré de discernement. »

La majorité a ensuite conclu que M. Grant était détenu psychologiquement lorsqu'on lui a dit de garder ses mains devant lui et lorsque les autres agents se sont mis en position pour l'empêcher d'avancer. Par conséquent, il a été arbitrairement détenu et privé de son droit à l'assistance d'un avocat.
Dans une décision concordante, le juge Binnie n'était pas d'accord avec l'analyse de la majorité de la définition de la détention, mais a convenu que M. Grant avait été détenu avant de s'incriminer lui-même, portant atteinte à ses droits garantis par la Charte. Dans une deuxième décision concordante, le juge Deschamps a également convenu que M. Grant avait été détenu avant de s'incriminer.

### Article 24 (2) de la Charte
Une fois qu'une violation a été constatée, l'enjeu de l'affaire concerne ensuite l'application de l'article 24(2) de la Charte canadienne des droits et libertés, qui dispose qu'une fois qu'une violation des droits garantis par la Charte d'un individu a été constatée, la preuve obtenue grâce à la violation doit être exclue si son inclusion risquerait de déconsidérer l'administration de la justice.
Les juges majoritaires ont constaté que le cadre analytique énoncé dans les précédents arrêts de principe R. c. Collins et R. c. Stillman avait engendré des critiques justifiables et la majorité a établi un critère révisé, composé de trois parties :

« 1) la gravité de la conduite attentatoire de l’État 
(2) l’incidence de la violation sur les droits de l’accusé garantis par la Charte 
(3) l’intérêt de la société à ce que l’affaire soit jugée au fond »

La premier volet du critère exige une évaluation de la question de savoir si l'utilisation de la preuve jetterait le discrédit sur l'administration de la justice et met l'accent sur la gravité de la conduite de l'État qui a conduit à la violation de la Charte (ce qui comprend une analyse pour déterminer si la violation était délibérée ou intentionnelle, et si les agents ont agi de bonne foi).
Le deuxième volet se concentre sur la façon dont la personne accusée a été affectée par la conduite de l'État (qui comprend une analyse de l'intrusion dans la vie privée de la personne, l'impact direct sur le droit de ne pas être forcé de s'auto-incriminer et l'effet sur la dignité humaine de la personne
Le troisième volet met l'accent sur la fiabilité de la preuve compte tenu de la nature de la violation de la Charte.
Après avoir appliqué les trois parties du critère révisé à la preuve obtenue en l'espèce de M. Grant, la majorité a conclu que l'arme à feu ne devrait pas être exclue comme preuve contre M. Grant.
Le juge Binnie était entièrement d'accord avec l'analyse de la majorité du paragraphe 24(2). Le juge Deschamps a convenu que le test Collins devait être remplacé, mais n'était pas d'accord avec le test proposé par la majorité. Néanmoins, elle était d'accord avec la conclusion finale de la majorité selon laquelle l'arme à feu ne devrait pas être exclue comme preuve contre M. Grant.

### Autres questions traitées
Les juges majoritaires sont en désaccord avec l'interprétation des tribunaux inférieurs de la notion de « cession », aux fions de céder une arme à feu sans autorisation légale en vertu de l'article 100(1) du Code criminel. Les juges majoritaires ont conclu que le « transfert » dans un tel contexte nécessitait un certain type de « transaction ». Le juge Deschamps a expressément souscrit à l'analyse de la majorité. 
Le juge Binnie n'a fait aucun commentaire sur la question, mais il a déclaré qu'il était d'accord avec la décision finale de es juges majoritaires sur le pourvoi.